# Султан ибн Баджад аль-Утайби
Султан ибн Баджад аль-Утайби — политический деятель Саудовской Аравии, оказал важное влияние на формирование современного саудовского государства. 
Он был лидером движения «Ихван» — военного религиозного братства бедуинов, которое сыграло значительную роль в расширении власти Абдул-Азиза ибн Абдуррахмана Аль Сауда (основателя Саудовской Аравии) в начале XX века. Султан ибн Баджад вместе с другими лидерами, такими как Фейсал аль-Даваиш, возглавлял племена Ихван, которые поддерживали Ибн Сауда в его военных кампаниях, направленных на объединение арабских племён и завоевание территорий, таких как Хиджаз. Впоследствии, между движением Ихван и Ибн Саудом начались разногласия. Ихван стали недовольны растущим влиянием Запада, использованием современных технологий и дипломатией Ибн Сауда с европейскими державами. В 1927 году началось восстание Ихван против саудовского правления. Восстание Ихван было подавлено в битве при Сабилле в 1929 году. Султан ибн Баджад попал в плен и был казнён в 1931 году.